# Largidae
Largidae es una familia de insectos en el orden Hemiptera. Su nombre común en inglés, "bordered plant bugs", se refiere a que muchas poseen bordes de colores contrastantes con su hemiélitro; también se les llama "bichos mímicos de las hormigas". 
Por lo general sus cuerpos son anchos, no poseen ocelos y poseen estructuras bucales compuestas de cuatro segmentos. Los insectos de esta familia por lo general deambulan a nivel del suelo y alrededor de plantas, arbustos y árboles. Son herbívoros , y se alimentan de jugos y semillas de plantas. Hay 200 especies en 2 subfamilias en el mundo. Son predominantemente tropicales.
También vuelan.

## Subfamilias
- Larginae
- Physopeltinae